# Acipenser persicus
Acipenser persicus is een  straalvinnige vissensoort uit de familie van steuren (Acipenseridae). De soort komt voor in de Kaspische Zee en het oostelijk deel van de Zwarte Zee. Aan dit verspreidingsgebied dankt deze steur ook haar Engelse naam: Persian sturgeon.
A. persicus wordt bedreigd door bevissing voor vlees en eieren (kaviaar), het verwijderen van onvolwassen dieren voordat ze zich hebben voortgeplant, het afdammen van de rivieren, het verlies van paaigebieden en watervervuiling. De International Union for Conservation of Nature (IUCN) heeft de vis aangewezen als kritisch bedreigd met een dalende populatieomvang. De toegenomen mogelijkheid om deze soort te kweken (aquacultuur) zou van nut kunnen zijn om de soort in stand te houden.

## Beschrijving
A. persicus heeft een langwerpig lichaam met een blauwachtige tint. Het kan een lengte bereiken van 225 cm. Jonge vissen voeden zich met kleine ongewervelde dieren waaronder aasgarnalen, larven van dansmuggen en vlokreeften. Op ongeveer de leeftijd van 2-3 jaar voeden velen zich met krab of vis. Uiteindelijk op volwassen leeftijd voedt A. persicus zich voornamelijk vis.
Om te paaien trekt A. persicus de rivier op, voornamelijk de Wolga, de Koera, de Aras en de Oeral rivier. Dit vindt plaats op verschillende tijdstippen plaats voor de verschillende rivieren; in de Wolga van eind juli tot begin augustus, in de Krua van april tot half september en in de Oeral van juni tot juli. De paai vindt plaats in wateren met een temperatuur van 20-25 °C.